# Dionísio Cerqueira (militar)
Dionísio Evangelista de Castro Cerqueira (Curralinho, 2 de abril de 1847 — Paris, 15 de fevereiro de 1910) foi um herói da Guerra do Paraguai, General de Brigada, Deputado Federal, Ministro de Estado e engenheiro militar brasileiro.

## Biografia
De família baiana de recursos, seu pai era catedrático da Escola de Medicina de Salvador, entrou no exército como voluntário da pátria, praça, em 2 de fevereiro de 1865, quando estudante da Escola Central, do Rio de Janeiro, devido à guerra do Paraguai, de onde retornou, em 5 de fevereiro de 1870, como tenente. Serviu inicialmente na artilharia e, a seguir, na infantaria, em batalhão baiano.  No exército, reformou-se como general-de-brigada.
Escreveu o livro  "Reminiscências da Guerra do Paraguai", no qual revisava as provas quando morreu em Paris, onde se encontrava a serviço. O livro foi editado, na França, e meados de 1910, com reedição em 1929, terceira apresentação, em 1948, e quarta em 1980 pela Biblioteca do Exército.
Foi deputado na Assembléia Nacional Constituinte, de 1891, pela Bahia, tendo sido reeleito por mais duas oportunidades.
No governo de Prudente de Morais foi ministro das Relações Exteriores (1 de setembro de 1896 a 15 de novembro de 1898), da Guerra (23 de novembro de 1896 a 4 de janeiro de 1897) e da Indústria, Viação e Obras Públicas (1 de outubro a 13 de novembro de 1897).
Tomou parte nos trabalhos que delimitaram as fronteiras brasileiras com a Guiana, Venezuela, Bolívia e Argentina.
O município catarinense de Dionísio Cerqueira é assim denominado em sua homenagem, pois pacificou os limites geográficos das fronteiras entre Brasil e Argentina, e celebrou o tratado arbitrado por Grover Cleveland, o qual ficou conhecido como a Questão de Palmas.
Casou-se com Antonietta Braga Torres, nascida em Sobral, filha do Brigadeiro Francisco Xavier Torres Junior com que teve a filha Dionísia e a neta Maria Antonietta. Cunhado do senador Joaquim Antônio da Cruz e do escritor Domingos Olímpio, que o assessorou na missão acima e com quem colaborou no periódico "Os Annaes", que era editado até o início do século XX no Rio de Janeiro. Tio de Eurico Cruz e, por afinidade, do senador Benjamim Liberato Barroso.  Tio-avô de Benjamin Eurico Cruz.